# Wybo Meijer

Affiche voor de Internationale tentoonstelling op gasgebied in 1923

E.L. Wybo (Wijbe) Meijer (Leeuwarden, 10 augustus 1885 - Sassenheim, 12 juni 1942) was een Nederlandse kunstenaar.
Zijn vader was Johannes Carel Meijer (procureur) en zijn moeder Gerritje Bleeker.
Op twintigjarige leeftijd verhuisde Wybo Meyer met zijn ouders naar Haarlem. In 1912 vertrok hij naar Laren (Noord-Holland), waar hij tot 1921 werkte. Later, in Amsterdam, woonde Meyer tot 1933 op een aantal adressen, waarschijnlijk op kamers, onder andere in De Genestetstraat en de Constantijn Huygensstraat (Amsterdam-West). Daarna ging hij naar Utrecht, waar hij tot 1937 verbleef; daarna verhuisde hij naar Voorschoten tot 1941 en ten slotte zijn laatste woonplaats Sassenheim.
Na een opleiding aan het gymnasium in Leeuwarden werd hij leerling van de School voor Kunstnijverheid in Haarlem. Een van zijn leraren was Chris Lebeau. Hij werd graficus, kunstschilder, illustrator, textielontwerper en boekbandontwerper. Voor uitgeverij W.J. Thieme & Cie in Zutphen ontwierp hij 18 boekbanden, en daarnaast maakte hij nog 34 (voor zover bekend) andere omslag- en boekbandontwerpen. Er is minstens één affiche van hem bekend. Hij tekende karikaturen en schreef artikelen voor het maandblad Den Gulden Winckel en De Groene Amsterdammer en ontwierp ex-librissen.
Zijn meeste creaties signeerde hij met "Wybo Meyer".
- Biografisch Portaal: 66898701
- Digitale Bibliotheek voor de Nederlandse Letteren: meye027
- Gemeinsame Normdatei: 1052003435
- International Standard Name Identifier: 0000 0003 9181 4263
- Nederlandse Thesaurus van Auteursnamen: 085314153
- RKD-Nederlands Instituut voor Kunstgeschiedenis: 54973
- Virtual International Authority File: 285674153
- WorldCat: E39PBJckRJWhMRmyPrm3GvDDv3